# Hoya daimenglongensis
Hoya daimenglongensis är en oleanderväxtart som beskrevs av Shao Y.He och P.T.Li. Hoya daimenglongensis ingår i släktet Hoya och familjen oleanderväxter. Inga underarter finns listade i Catalogue of Life.